# Septembre 1817

## Événements
- 1er septembre : victoire des patriotes mexicains à la bataille de Cerro de Cóporo[1].

- 3 septembre : victoire des patriotes mexicains à la bataille de San Diego de la Unión[1].

- 7 septembre : traité d’amitié entre le royaume Ashanti et les Britanniques (Thomas Edward Bowdich)[2].

- 8 septembre : assassinat du dey d’Alger Omar Agha. Devant l’insécurité grandissante, son successeur Ali Khodja abandonne sa résidence de la Djenina pour la Casbah[3].

- 10 septembre : insurrection à Ceylan contre les Britanniques, réprimée avec difficulté[4].

- 20 septembre, France : élections législatives partielles ; succès des libéraux. Recul des ultras au profit des indépendants de 1817 à 1819.

- 23 septembre : compromis entre le Royaume-Uni et le roi d’Espagne au sujet du trafic des Noirs dans les colonies espagnoles : les Britanniques obtiennent l’extinction du trafic au nord de l’Équateur. Il est maintenu au sud jusqu'au du 30 mai 1820[5].

- 27 septembre : fondation officielle de l’Église protestante de l'Union prussienne[6]. Le roi Frédéric-Guillaume III de Prusse souhaite ainsi réunir les Églises réformées et luthériennes au moment où elles tentent de rompre les liens avec l’État en affirmant leur droit à la dissidence.

## Naissances
- 10 septembre : Richard Spruce (mort en 1893), médecin et naturaliste britannique.